# La Locomotive de Mickey
Série Mickey Mouse
The Karnival Kid
(1929) Mickey's Follies
(1929)
Pour plus de détails, voir Fiche technique et Distribution.
La Locomotive de Mickey (titre original : Mickey's Choo-Choo) est un court métrage d'animation américain des studios Disney avec Mickey Mouse, réalisé par Ub Iwerks et produit par Walt Disney, sorti en 1929.

## Synopsis
Mickey est le machiniste d'un train dont la locomotive est anthropomorphe. Il la soigne avec soin. Il nourrit ensuite plusieurs personnages : la locomotive (avec du charbon), son chien et lui-même. Minnie Mouse arrive et s'installe sur le toit du wagon, où elle joue un morceau au violon sur lequel Mickey danse. À l'heure prévue, le train démarre gaiment. Le couple de souris juché sur le toit du wagon joue Dixie et Mickey danse sur cet air. Mais la locomotive a du mal à gravir une colline et malheureusement le wagon se détache portant seulement Minnie. Cependant Mickey réussit à la fin à rejoindre le wagon lancé à pleine vitesse. Une vache sur la voie essaie d'esquiver le wagon fou mais se heurte à un arbre et le wagon explose contre elle et l'arbre. Quand les morceaux retombent, ils forment une draisine à bras minimale que Mickey et Minnie manœuvrent comme une balançoire à bascule.

## Fiche technique
- Titre : La Locomotive de Mickey
- Titre original : Mickey's Choo-Choo[1]
- Réalisation : Ub Iwerks
- Animateur : Ben Sharpsteen
- Musique : Carl W. Stalling

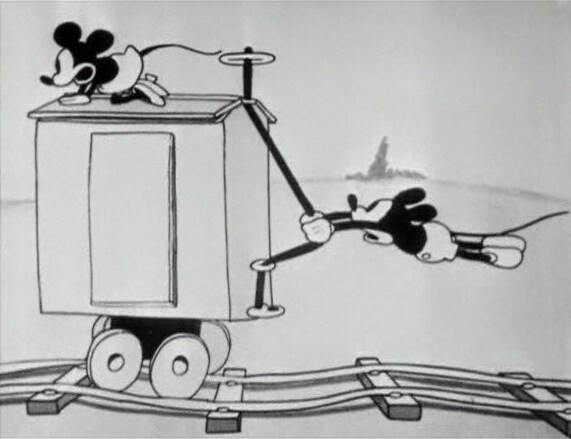
Scène du film avec le wagon détaché auquel s'accrochent Minnie et Mickey.

- Voix : Walt Disney (Mickey), Marcellite Garner (Minnie)
- Producteur : Walt Disney, John Sutherland
- Société de  production : Disney Brothers Studios
- Société de distribution : Celebrity Productions
- Pays de production:  États-Unis
- Langue : Anglais américain
- Format : Noir et blanc — 35 mm — 1,33:1 — Son : Mono (Cinephone)
- Genre : Comédie
- Durée : 7 minutes
- Date de sortie :
  - États-Unis : 20 juin 1929

## Autour du film
- Mickey endosse ici un rôle qui permet de découvrir la passion de Walt Disney pour le chemin de fer. Dans ce film, les objets et surtout la locomotive sont vivants, c'est là une spécificité du monde des toons.